# Nomindra
Nomindra is een geslacht van spinnen uit de  familie van de Prodidomidae.

## Soorten
- Nomindra arenaria Platnick & Baehr, 2006
- Nomindra barlee Platnick & Baehr, 2006
- Nomindra berrimah Platnick & Baehr, 2006
- Nomindra cocklebiddy Platnick & Baehr, 2006
- Nomindra cooma Platnick & Baehr, 2006
- Nomindra fisheri Platnick & Baehr, 2006
- Nomindra flavipes (Simon, 1908)
- Nomindra gregory Platnick & Baehr, 2006
- Nomindra indulkana Platnick & Baehr, 2006
- Nomindra jarrnarm Platnick & Baehr, 2006
- Nomindra kinchega Platnick & Baehr, 2006
- Nomindra leeuweni Platnick & Baehr, 2006
- Nomindra ormiston Platnick & Baehr, 2006
- Nomindra thatch Platnick & Baehr, 2006
- Nomindra woodstock Platnick & Baehr, 2006
- Nomindra yeni Platnick & Baehr, 2006